# Dongkya Ri
Der Dongkya Ri (auch Dokya Li) ist ein Sechstausender in der Dongkya-Gruppe des Himalaya in Nord-Sikkim (Indien) nahe der Grenze zu Tibet.
Er liegt am Ende des Lachungtals in der Gegend von Mume Samdong im Quellgebiet des Lachung Chu, dem linken Quellfluss der Tista.
Der Dongkya Ri ist ein reizvoller, steiler Pyramidengipfel von 6190 m. Er ist von der indischen Regierung nicht zur Besteigung freigegeben.
Von Lachung führt eine Piste in Richtung zum Pass Dongkya La (5495 m ⊙ Koord.) ins Quellgebiet der Tista bei Kerang, die im Hochtal Yume Samdong an einem Parkplatz namens Dongkya La Zero Point (4624 m ⊙) endet, von dem aus man einen Blick auf den Berg und die anschließenden, unbenannten, bis über 6600 m hohen Nachbargipfel hat. Die Talung ist, weil es sich um die indisch-chinesische Grenzregion handelt, strenge Sperrzone, trotzdem sind Tagesausflüge per Geländewagen zu diesem Parkplatz heute durchaus möglich.